# Randy Moss
Vous lisez un « bon article » labellisé en 2017.
Pour les articles homonymes, voir Moss.
Pro Football Hall of Fame 2018
(en) Statistiques sur pro-football-reference
Randy Gene Moss, né le 13 février 1977 à Charleston, est un joueur de football américain ayant évolué au poste de wide receiver. Il est considéré comme l'un des meilleurs receveurs de l'histoire de la National Football League (NFL).
Jeune joueur talentueux issu de l'université Marshall, Moss est sélectionné en 21e position de la draft 1998 de la NFL par les Vikings du Minnesota. Dès sa première saison dans la ligue, il marque 17 touchdowns pour les Vikings, un record pour un joueur débutant. Vedette et icône de l'équipe de Minnesota, ses premières saisons dans la NFL sont marquées par des impressionnantes performances et des polémiques nationales. Après sept saisons avec les Vikings, Randy Moss est envoyé aux Raiders d'Oakland en 2005. Affecté par des blessures physiques, malheureux de sa situation en Californie, il est à nouveau échangé en 2007, cette fois-ci aux Patriots de la Nouvelle-Angleterre.
Premier receveur de l'emblématique quarterback Tom Brady et de l'entraîneur principal Bill Belichick, Randy Moss domine la ligue lors de la saison 2007 et fait taire une partie des critiques à son encontre. Dans une saison régulière parfaite de 16 victoires sans défaite, le joueur écrit l'histoire et attrape 23 touchdowns, un record en une seule saison pour un receveur. Discret en phase finale, il voit son équipe échouer lors du Super Bowl XLII contre les Giants de New York. Après cette défaite, Moss prolonge avec les Patriots et réalise une nouvelle saison à plus de 1 000 yards malgré l'absence de Brady sur blessure.
Après la saison 2009, la relation entre Moss et les Patriots se tend pour des raisons financières. Nonchalant sur le terrain, le joueur est échangé aux Vikings du Minnesota en cours de saison. Les Vikings ne le gardent pas et le renvoient moins d'un mois plus tard. Récupéré par les Titans du Tennessee par la suite, il n'est plus le joueur dominant qu'il était. Il annonce une première fois sa retraite sportive en 2011 avant de revenir pour une dernière aventure avec les 49ers de San Francisco qui se conclut par une défaite au Super Bowl XLVII.
Joueur de l'équipe NFL de la décennie 2000, Moss est le 2e meilleur marqueur de touchdowns à la réception de l'histoire de la NFL. Forte personnalité, impliqué dans différentes affaires hors des terrains au cours de sa carrière, il est l'un des joueurs de football américain emblématiques de son époque. Reconverti en tant que commentateur sportif, il travaille depuis 2016 pour ESPN.

## Biographie

### Jeunesse
Randy Gene Moss voit le jour le 13 février 1977 à Charleston en Virginie-Occidentale. Il grandit à Rand, un village de moins de 2 000 habitants dans la banlieue de Charleston. Sa mère, Maxine Moss, élève ses trois enfants seule : Randy, sa sœur Lutisia et son frère Eric. Elle travaille en tant qu'assistante infirmière. Très croyante, elle emmène ses enfants à l'église plusieurs fois par semaine. Son père, Randy Pratt, est absent et il passe peu de temps avec lui.
Connu de tous, le jeune Randy joue dans la rue avec les autres enfants. Comme eux, il évolue dans les différentes équipes sportives du village, entraînées par Sam Singleton Sr., personnalité emblématique de Rand et entraîneur de football américain, de baseball et de basket-ball. Sans figure paternelle, Moss s'attache à son entraîneur. Il devient ami avec son fils, Sam Singleton Jr. et Bobbie Howard, qui sont toujours dans son équipe. Les trois jeunes étudient au lycée de DuPont dans la ville voisine de Belle et y jouent dans l'équipe de football américain tous les vendredis soir. Présent dans les trois facettes du jeu : l'attaque, la défense et les équipes spéciales, Randy Moss excelle et mène son équipe à deux titres de champion de l'État.
Les qualités athlétiques de Moss sont également visibles dans les autres sports, en tant qu'arrière au basket-ball, comme joueur de champ extérieur de centre lors d'une saison au baseball et fait partie de l'équipe d'athlétisme où il est un coureur de sprint très rapide. Au basket-ball, Randy Moss joue dans la même équipe que Jason Williams et le duo se fait remarquer dans l'État,,. Surnommé Otis, Moss est désigné joueur de basket-ball de l'année de l'État de Virginie-Occidentale deux années consécutivement,. Il hésite alors entre poursuivre une carrière universitaire dans le basket-ball ou dans le football américain mais un camp d'entraînement d'été avec le basketteur Kevin Garnett le pousse à donner sa préférence au football américain. Le manager général des Bulls de Chicago Jerry Krause pense qu'il aurait pu faire carrière en NBA.

### Carrière universitaire

#### Recrutements avortés
Randy Moss a le droit de visiter cinq campus universitaires mais sa mère limite ses visites à trois. Il exclut l'université de Virginie-Occidentale, qui le désire vivement, car il souhaite changer d'air. Moss décide de visiter les Fighting Irish de Notre Dame, les Volunteers du Tennessee et les Gators de la Floride. Le joueur souhaite s'engager avec les Fighting Irish de Notre Dame et envoie une lettre d'engagement à l'université. Il a la volonté de continuer son parcours étudiant et sportif avec son ami Bobbie Howard, qui s'est également engagé avec Notre Dame. L'entraîneur de l'université, Lou Holtz (en) est enclin à recruter Moss dont il a vu les exceptionnelles qualités athlétiques.
Les talents sportifs valent à Moss d'être un héros régional mais également une cible. Dans un contexte de tension raciale, le joueur est impliqué dans une rixe au lycée de DuPont,. S'il nie dans un premier temps son implication, Moss est présent en soutien d'un ami et devient acteur lorsqu'il frappe au sol un autre étudiant dont les blessures internes obligent l'hospitalisation. Moss reçoit le soutien de Lou Holtz qui tente de plaider sa cause mais la direction de l'université de Notre Dame en décide autrement et refuse son admission,. L'affaire a un écho médiatique national, d'autant que le joueur encourt une peine de prison. Après avoir plaidé coupable, le receveur est finalement condamné à 30 jours d'incarcération qu'il doit effectuer dans les 18 mois suivants sa condamnation,,. Viré du lycée, il termine son année à l'école alternative de Cabell.
Ayant déjà rédigé une lettre d'engagement pour Notre Dame, la NCAA considère que le joueur ne peut jouer dans une autre équipe universitaire sans être officiellement transféré. Moss ne peut donc pas jouer de match en 1995 et ne fait que s'entraîner pour sa nouvelle équipe : les Seminoles de Florida State qui l'acceptent à la suite d'une recommandation de l'entraîneur Lou Holtz. Il impressionne à l'entraînement en courant un sprint de 40 yards en 4,25 s, le 2e meilleur temps de l'histoire de l'université derrière Deion Sanders. En avril 1996, de retour à Rand pour purger sa peine de prison après la saison, le jeune joueur est attrapé pour avoir fumé du cannabis et ajoute une nouvelle peine de prison de 60 jours à son casier.
Moss n'obtient pas de seconde chance cette fois-ci et est écarté de l'équipe de Florida State. Il perd de nouveau sa bourse universitaire dans un des plus importants programmes de football américain du pays et passe l'été 1996 en prison. Le receveur est finalement transféré aux Thundering Herd de Marshall, qui joue à un niveau inférieur, en division I-AA.

#### Université Marshall
Après avoir purgé une peine de prison, Randy Moss rejoint les Thundering Herd de Marshall, l'autre université de son État natal, et l'équipe rivale des Mountaineers de la Virginie-Occidentale dont il a décliné l'invitation une année plus tôt. Le programme de football américain de Marshall est toujours hanté par un drame aérien ayant eu lieu en 1970. Dès sa première saison universitaire, Randy Moss inscrit 28 touchdowns et bat de nombreux records. Il attrape 78 passes pour un gain offensif de 1 709 yards. Ses coéquipiers le surnomment « The Freak »,,. En finale du championnat national de division I-AA, Moss attrape pour 220 yards et marque quatre des sept touchdowns de son équipe dans la victoire 49 à 29 contre les Grizzlies du Montana. Son équipe est invaincue et promue en division I-A. En février, Moss concourt aux championnats régionaux d'athlétisme en salle et remporte deux courses de sprint avec seulement trois journées d'entraînement avec des chronos de 6 s 32 sur 55 mètres et 21 s 15 sur 200 mètres.
Rejoint par le quarterback Chad Pennington pour sa deuxième saison, Randy Moss marque de nouveau à 26 reprises et est l'un des meilleurs joueurs de la saison. Malgré le niveau supérieur de ses adversaires, il termine la saison avec de meilleures statistiques : 1 820 yards en 96 réceptions. Finaliste du trophée Heisman, il termine 4e du classement derrière Ryan Leaf, Peyton Manning et Charles Woodson, et se présente à la draft 1998 de la NFL. Lors de la conférence de presse de présentation du trophée Heisman, le jeune receveur originaire de la Virginie-Occidentale se présente avec des lunettes de soleil, une faute de style commentée par les recruteurs.

#### Statistiques
Randy Moss marque l'histoire du programme universitaire de football américain de Marshall en seulement deux saisons. Lors de sa première année, il bat les records de l'université de touchdowns marqués à la réception et de yards gagnés par passe. Il confirme la saison suivante dans la division supérieure face à des défenses d'un meilleur niveau.
| Année       | Équipe                      | Statut      | MJ |     | Passes réceptionnées | Passes réceptionnées | Passes réceptionnées | Passes réceptionnées |       | Courses | Courses | Courses | Courses |
| Année       | Équipe                      | Statut      | MJ | Nb. | Yards                | Moy.                 | TD                   | Nb.                  | Yards | Moy.    | TD      |         |         |
| 1996~       | Thundering Herd de Marshall | Fr.         | 15 | 78  | 1 709                | 21,9                 | 28                   | 1                    | 02    | 02,0    | 0       |         |         |
| 1997~~†     | Thundering Herd de Marshall | So.         | 13 | 90  | 1 647                | 18,3                 | 25                   | 2                    | 29    | 14,5    | 1       |         |         |
| Totaux NCAA | Totaux NCAA                 | Totaux NCAA | 28 | 168 | 3 356                | 19,9                 | 53                   | 2                    | 31    | 8,2     | 1       |         |         |

Légende : 
~ : Saison en NCAA Division I-AA ;
~~ : Saison en NCAA Division I FBS ;
† : Statistiques du Motor City Bowl 1997 (en) comprises.

### Carrière professionnelle

#### Sélection à ladraft1998
Si les qualités sportives de Randy Moss ne sont pas remises en question par les dirigeants des franchises de National Football League (NFL), ses problèmes hors des terrains et ses affaires judiciaires les refroidissent. À la peine de prison pour consommation de cannabis s'ajoute une affaire de violence conjugale. Même si les charges sont abandonnées, l'affaire donne de nouveau une mauvaise image du joueur et un signal d'alarme aux équipes. Invité au NFL Scouting Combine, Randy Moss annule sa participation à l’événement pour une opération dentaire,. Moss manque aussi un rendez-vous d'avant sélection avec les Bears de Chicago car il n'arrive pas à sortir de son sommeil. L'entraîneur principal des Saints de La Nouvelle-Orléans indique que tous ces éléments créent des suspicions.
Selon Joel Buchsbaum, Randy Moss est une force de la nature et sans ses problèmes extra-sportifs, il serait sélectionné en première position. Les Cowboys de Dallas, possesseur du 8e choix, préfèrent ne pas prendre le risque et le laissent glisser dans la draft 1998 de la NFL. Le joueur pensait l'équipe de Dallas très intéressée après une réunion réussie avec le propriétaire Jerry Jones et la vedette Deion Sanders et en garde une forte rancœur envers les Cowboys,. La chute est importante pour Moss qui est attendu comme l'un des cinq premiers joueurs sélectionnés dans la draft après les quarterbacks Peyton Manning et Ryan Leaf. Finalement sélectionné en 21e position à la fin du 1er tour par les Vikings du Minnesota, Moss signe un contrat de quatre ans pour 4,5 millions de dollars avec les Vikings. Il pense y rejoindre son demi-frère Eric Moss, offensive tackle dans l'effectif des Vikings, mais ce dernier n'est pas conservé dans l'équipe après l'été 1998.

#### Talentueux jeune receveur des Vikings

##### Rookie de l'année (1998)
Dans les matchs de pré-saison, la jeune recrue est tellement rapide que les quarterbacks ont tendance à lancer leurs longues passes trop court. Ils doivent s'adapter à la vitesse hors du commun de Moss.
Dès sa première rencontre dans la National Football League, Randy Moss inscrit deux touchdowns dans une victoire 31 à 7 contre les Buccaneers de Tampa Bay. Lors de la cinquième semaine de la saison, le receveur joue son premier match en Monday Night Football, à la télévision nationale, contre les Packers de Green Bay à Lambeau Field. Il attrape pour 190 yards en seulement cinq réceptions et marque deux touchdowns bien qu'il soit marqué constamment par deux défenseurs.
Opposé aux Cowboys de Dallas à Thanksgiving, Randy Moss entre dans la rencontre avec un esprit de revanche sur la franchise qui ne l'a pas sélectionné six mois plus tôt. Il n'attrape que trois passes au Texas Stadium mais emmène les trois dans l'en-but pour trois touchdowns,. Le premier est un flea flicker, le deuxième est une longue passe attrapée entre deux défenseurs malgré une interférence défensive et le troisième sur une passe courte qui lui permet de se défaire d'un plaquage et de courir plus vite que toute la défense,.
Moss est l'une des armes offensives majeures des Vikings qui terminent la saison régulière avec un bilan de 15 victoires pour une seule défaite. Dirigée par le coordinateur offensif Brian Billick, l'attaque utilise plus régulièrement des formations avec trois receveurs, moins conservatrices que celles utilisées par l'équipe la saison précédente avec deux tight ends et deux running backs. À la fin de la saison, il est désigné rookie offensif de l'année à sa première saison.
Qualifié pour la phase finale avec son équipe, Moss s'illustre en attrapant quatre passes pour 73 yards et un touchdown contre les Cardinals de l'Arizona. En finale de la conférence de la National Football Conference (NFC), son équipe est éliminée, battue 30 à 27 en prolongations contre les Falcons d'Atlanta.
L'impact de sa première saison dans la ligue dépasse ses performances sur le terrain. Son maillot est le plus vendu dans la ligue et le joueur fait bondir les ventes commerciales des Vikings. Alors qu'il n'a que 22 ans, il devient le premier joueur NFL à signer avec Nike Air Jordan, la marque de chaussures de Michael Jordan, lancée deux ans auparavant par la légende du basket-ball.

##### Confirmations et déceptions (1999-2001)
Moss s'impose comme un des meilleurs joueurs à son poste avec le maillot des Vikings du Minnesota. Pour sa deuxième saison sous le maillot violet, il attrape pour 1 413 yards et inscrit 11 touchdowns. Dangereux en retour de coups de pied et auteur d'une bonne deuxième saison, il est également capable d'enchaîner les ballons perdus. Après seulement deux saisons en NFL, Moss s'ennuie sur et en dehors du terrain. Déjà vu comme un joueur lunatique, le propriétaire de la franchise des Vikings, Red McCombs, demande à son jeune joueur plus d'actions spectaculaires et moins de déchets. Les performances de Moss contribuent néanmoins à la qualification des Vikings par la phase finale, notamment avec ses deux touchdowns marqués dans le succès contre les Packers de Green Bay en fin de saison régulière et un autre qu'il marque à la passe pour Cris Carter contre les Giants de New York. En match éliminatoire, il enregistre 127 yards et un touchdown dans la victoire contre les Cowboys de Dallas puis 188 yards et deux touchdowns dans la défaite contre les Rams de Saint-Louis. Il est sélectionné pour la deuxième fois consécutive au Pro Bowl où il brille avec une performance de 212 yards, un record, et est désigné meilleur joueur de la rencontre.
Lors de la saison 2000, les Vikings appuient leur attaque sur le jeune quarterback Daunte Culpepper. Ce dernier réussit ses débuts professionnels et propulse Moss comme un candidat potentiel au titre de meilleur joueur de la saison. Les victoires s'enchaînent pour les Vikings. Le 22 octobre 2000, Moss inscrit un touchdown victorieux de 39 yards contre les Bills de Buffalo. Contre les Cowboys de Dallas, Randy Moss marque un touchdown spectaculaire en restant sur le terrain du bout des pieds. Au début du mois de novembre, Moss est expulsé à la fin d'une partie perdue contre les Buccaneers de Tampa Bay pour avoir touché un arbitre. Il finit la saison régulière avec 1 437 yards et est le meilleur marqueur de touchdowns de la saison avec 15 réalisations.
En finale de la conférence NFC, Moss est impuissant dans la défaite 41 à 0 de son équipe face aux Giants de New York. Totalement cadenassé par la défense des Giants qui utilisent pour le couvrir leurs linebackers en aide de leurs cornerbacks et safetys, le receveur exprime sa frustration après la rencontre. Alors qu'il est en fin de contrat, il déclare : « Je vais gagner un Super Bowl un jour. Je doute que ce sera à Minnesota »,. Il négocie alors avec les Vikings pour devenir le joueur le mieux payé de l'histoire de la ligue. À l'été 2001, Randy Moss signe un contrat de 8 ans pour un montant de 75 millions de dollars. Le contrat comprend une prime à la signature de 10 millions de dollars. Il fait de Moss le joueur le plus payé de la NFL, devant tous les quarterbacks.
De nombreuses attentes sont portées sur Randy Moss à l'aube de la saison 2001. Elles vont rapidement être déçues. Affecté par le décès de son ami Korey Stringer lors du camp d'entraînement, Moss baisse sa garde et est à vif émotionnellement. Il déclare qu'il lui faut du temps pour encaisser la mort de son coéquipier. En novembre, alors que son équipe a un bilan de 2 victoires et 8 défaites, Moss déclare « je joue quand j'ai envie de jouer »,. Le joueur admet également qu'il n'évolue pas au maximum de ses capacités sur toutes les actions offensives. Ces commentaires ont un impact vigoureusement négatif pour le joueur et l'équipe, châtiés dans les médias et menacés par le sénateur de l'État, Dean Johnson (en), qui publie une lettre en expliquant qu'il devient difficile de supporter l'équipe et de justifier la construction d'un nouveau stade aux contribuables du fait du comportement de Randy Moss. Hué par ses supporteurs à domicile, la situation devient un problème pour la ligue. Transparent une grande partie de la saison, Randy Moss montre par éclair qu'il est toujours un joueur exceptionnel en attrapant trois touchdowns et 171 yards contre les Giants de New York. Les Vikings terminent la saison avec un bilan de 5 victoires et 11 défaites.

##### Meneur d'attaque (2002-2004)
À la fin de la saison 2001, les Vikings mettent fin prématurément au contrat de l'entraîneur principal Dennis Green et perdent les meneurs de l'effectif Cris Carter, qui prend sa retraite sportive, et Robert Griffith (en), parti pour les Browns de Cleveland. Randy Moss prend alors le rôle de chef de l'attaque, il souhaite donner l'exemple et est présent à Minnesota tout au long de l'été pour préparer la saison, contrairement aux étés précédents. La pression sur Moss est encore plus importante, le joueur tient même la couverture du numéro de présentation de la saison de Sports Illustrated. Le nouvel entraîneur de l'équipe, Mike Tice, ancien assistant de Green, fait de Randy Moss la clef de son attaque et souhaite appliquer ce qu'il appelle le Randy Ratio : 40 % des jeux offensifs doivent tomber dans les mains du receveur,. Pour réussir cela, l'encadrement ajoute plusieurs nouvelles routes à courir pour Moss, notamment des routes plus courtes utilisant le centre du terrain. La tactique, annoncée dans les médias, est anticipée par les défenses adverses qui placent une double couverture sur Moss et joue des couvertures de zones pour contrer les passes longues lancées à la vedette des Vikings. En difficulté dans le slot, peu enclin à prendre de fortes collisions, le receveur a tendance à anticiper le contact et abandonner le ballon. La saison des Vikings commence par trois défaites malgré l'activité et les deux touchdowns de Moss.
Le 25 septembre, Randy Moss est arrêté et emprisonné pour avoir heurté une policière faisant la circulation. Il ne reste qu'une nuit en prison où il est, selon lui, « mal traité ». La police trouve un peu moins d'un gramme de cannabis dans sa voiture, une charge qui lui vaut une amende de 200 dollars. Après son arrestation, le joueur est testé par la ligue et s'expose à une suspension. Moss s'excuse auprès de son équipe, sa famille et ses amis mais pas auprès de la policière qu'il juge responsable de la situation par la confusion de ses gestes. Le dimanche suivant, le joueur lâche quatre ballons dans l'en-but et est limité à dix passes attrapées pour 50 yards dans un nouveau revers de son équipe. Les Vikings enchaînent les défaites et Moss demande à ce qu'on lui enlève un peu de pression. En fin de saison, les Vikings remportent leur première victoire à l'extérieur depuis Thanksgiving de l'an 2000 grâce à un touchdown de Moss en fin de match contre les Saints de La Nouvelle-Orléans. Bien qu'il termine la saison régulière avec de nouveau plus de 1 000 yards à la réception, les critiques s'élèvent et le receveur est vu comme l'un des joueurs les plus surpayés de la ligue
Au contraire de la saison précédente, la saison 2003 commence de bien meilleure manière pour les Vikings, qui ont mis fin au Randy Ratio, avec cinq victoires consécutives. Diminué par des spasmes au dos, le joueur profite de l'excellent jeu de course des Vikings et exploite les espaces créés. Dans une attaque plus équilibrée, aidée par une ligne offensive renforcée, Randy Moss éblouit. Contre les 49ers de San Francisco, Moss inscrit trois touchdowns et avance pour 172 yards. Après le match Terrell Owens dit de lui qu'« il est le meilleur receveur en ce moment »,. Moss compile 111 réceptions pour 1 632 yards sur la saison, termine meilleur marqueur à son poste avec 17 touchdowns inscrits et est sélectionné pour la cinquième fois au Pro Bowl mais les Vikings manquent la phase finale en perdant contre les Cardinals de l'Arizona sur la dernière action de la saison régulière.
La saison 2004 commence bien pour les Vikings, Daunte Culpepper lance cinq touchdowns dans la victoire contre les Cowboys de Dallas. Une semaine plus tard, la relation entre Culpepper et Moss est coupée par la défense des Eagles de Philadelphie qui mettent la pression sur le quarterback et limitent les longs gains. Contre les Bears de Chicago fin septembre, Randy Moss attrape pour 119 yards, marque deux touchdowns et attire la défense des Bears, ouvrant les autres receveurs. Le 17 octobre, Randy Moss se blesse aux ischio-jambiers avant la mi-temps contre les Saints de La Nouvelle-Orléans. Moss reste sur la touche lors de la rencontre suivante contre les Colts d'Indianapolis et rate un match pour la première fois de sa carrière. Cette blessure met un coup d'arrêt à un début de saison fracassant de l'attaque des Vikings. Moss rate trois rencontres seulement mais est limitée sur toute la deuxième partie de la saison régulière.
Dans la rencontre éliminatoire contre les Packers de Green Bay, dont la rivalité avec les Vikings ne fait que s'intensifier, Randy Moss réceptionne deux passes pour touchdown. Après le second touchdown, qui sécurise la victoire des Vikings par une large avance de 31 à 17, Moss court jusqu'au poteau de l'en-but et le célèbre en simulant le fait de baisser son pantalon devant les supporteurs de Lambeau Field. Le commentateur de la rencontre, Joe Buck, s'écrit en direct : « Ceci est un acte répugnant de Randy Moss »,. Ce geste crée une forte controverse dans les médias sportifs,. Des voix s'élèvent pour défendre le joueur de la surréaction du commentateur et des médias. Le joueur est sanctionné d'une amende de 10 000 dollars auquel il répond que cela ne représente rien pour lui et qu'il pourrait recommencer ce genre de célébration à l'avenir.

#### Échec d'intégration aux Raiders d'Oakland (2005-2006)

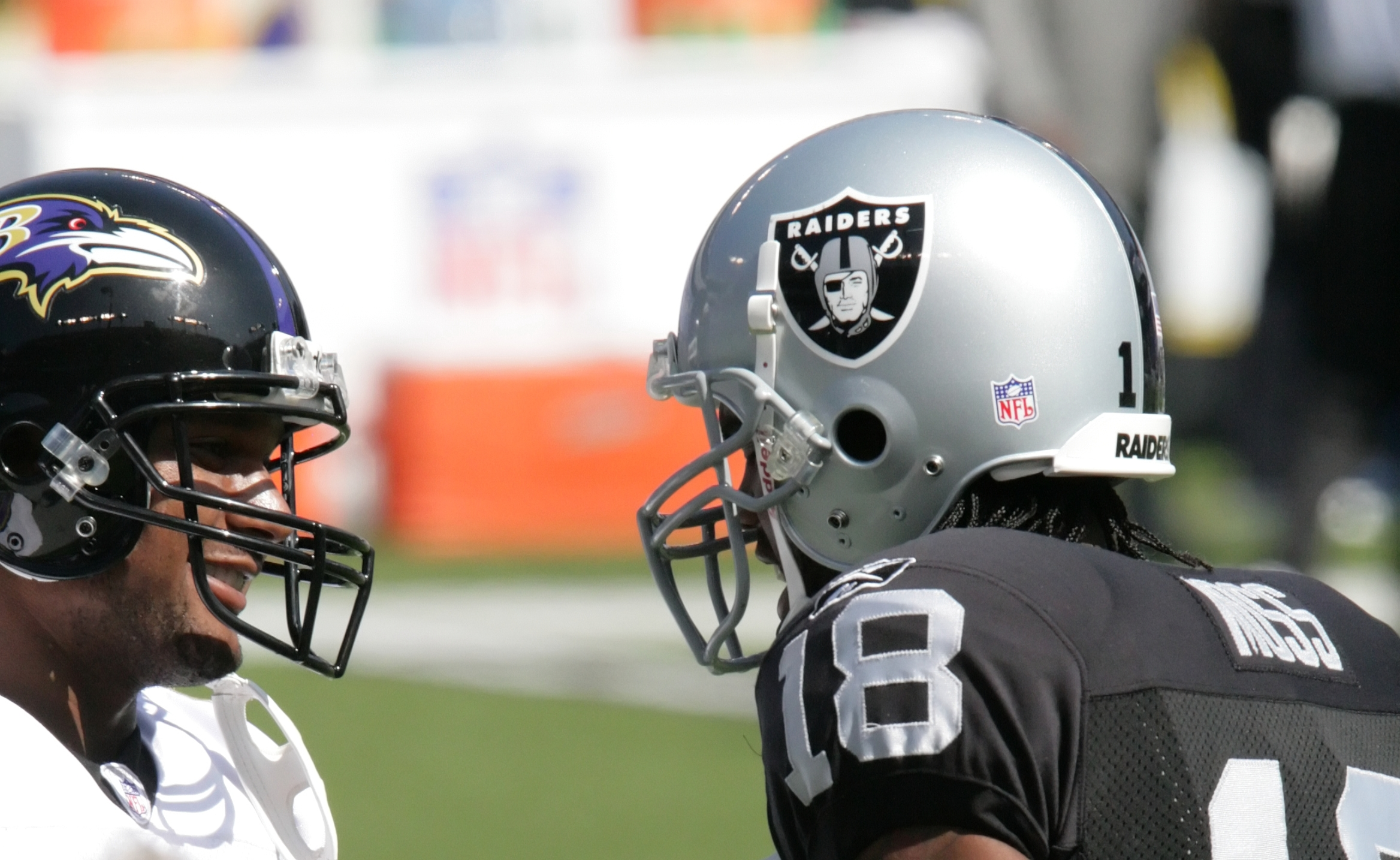
Sous le numéro 18 des Raiders, Randy Moss découvre la conférence AFC.

Le 2 mars 2005, Randy Moss est transféré aux Raiders d'Oakland en échange du linebacker Napoleon Harris et du choix de premier tour de draft des Raiders en 2006,. Deux mois après la controverse contre Green Bay, Moss est accueilli comme une vedette en Californie avec une limousine et sept officiers de police pour l'escorter. Réticent de partir jouer sur la côte Ouest, Moss est convaincu par les premiers échanges avec le propriétaire des Raiders Al Davis. Moss décide de changer de numéro et de prendre son premier numéro en NFL, le 18, qu'il a porté lors de sa première saison. En août, Moss avoue dans une interview à la télévision qu'il fume du cannabis régulièrement depuis son entrée dans la ligue. Sa première saison est réussie. Malgré la difficulté de son équipe à gagner des rencontres, il attrape pour un total de 1 005 yards.
Sa deuxième saison est une déception. Après n'avoir réceptionné que 42 passes sur l'année, il fait ouvertement part de son envie de changement et de son malheur d'enchaîner les défaites. Dès le début de la saison, il déclare : « Ce n'est pas mon équipe, je joue seulement ici »,. Il est le receveur le plus prolifique de l'effectif avant de se blesser à la cheville contre les Bengals de Cincinnati. Les rumeurs se multiplient alors en amont de la draft 2007 de la NFL d'un imminent échange impliquant le joueur.

#### Vedette des Patriots de la Nouvelle-Angleterre

##### Saison parfaite et historique (2007)

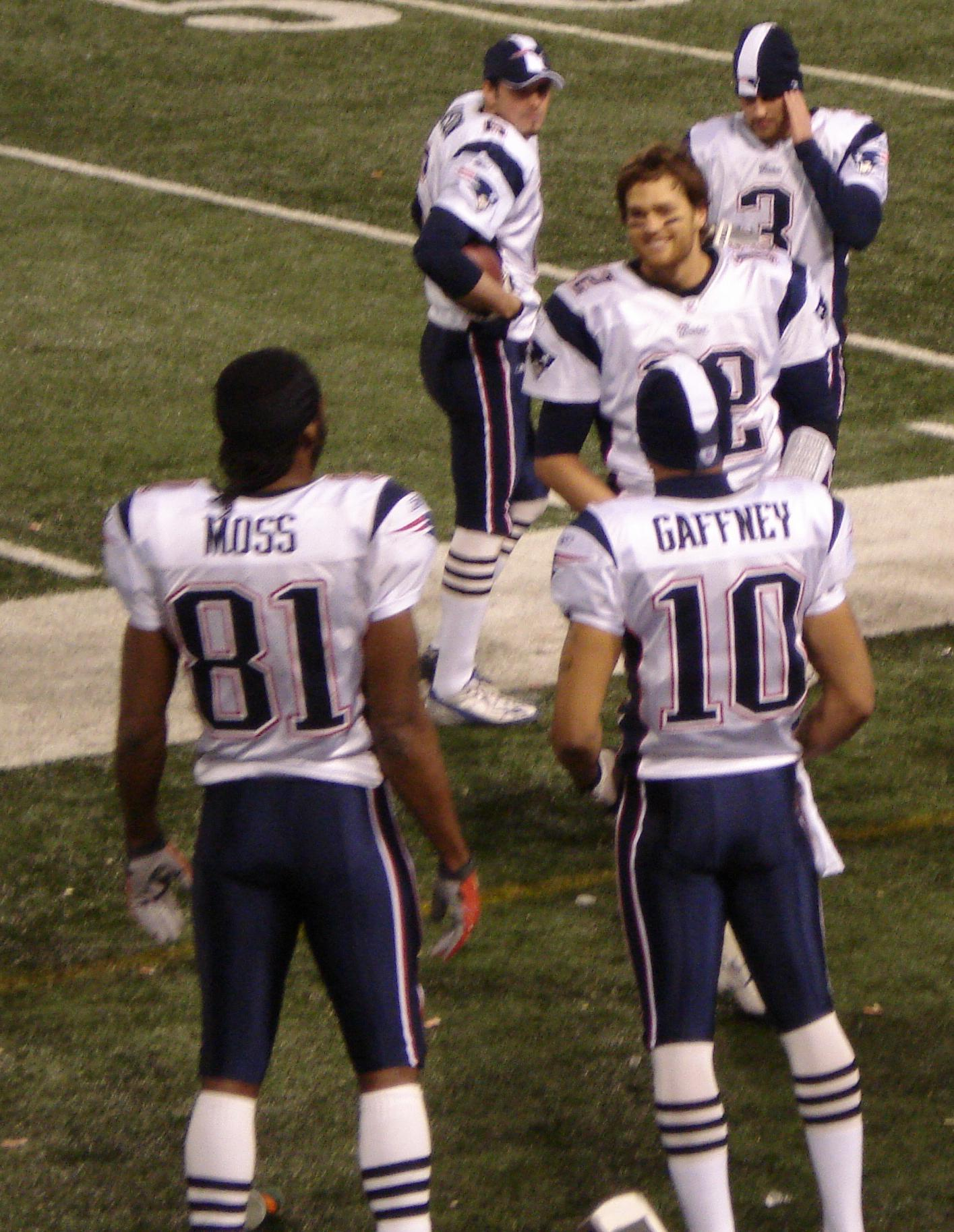
Randy Moss discute avec Tom Brady après que ce dernier ait marqué son 50e touchdown de la saison.

Lors du deuxième jour de la draft 2007 de la NFL, Randy Moss est échangé aux Patriots de la Nouvelle-Angleterre contre un choix du quatrième tour,,. Pour que l'échange soit complété, Tom Brady restructure son contrat pour que l'équipe ait suffisamment de place sous le plafond salarial pour accueillir le joueur.
À son arrivée, Moss déclare être excité de faire partie de ce club et d'être dans une équipe jouant pour remporter le Super Bowl. Il est reporté que le joueur a couru un sprint de 40 yards en 4,29 s à l'entraînement à propos duquel il dit que « l'ancien Moss est de retour »,.
Dès sa première rencontre avec les Patriots, Moss fait taire toutes les critiques levées lors de son passage aux Raiders. Il attrape pour 183 yards contre les Jets de New York, marque un touchdown et se révèle impossible à défendre en un contre un lorsque Tom Brady lui lance le ballon,,. Une semaine plus tard, le receveur attrape huit passes de Brady pour 105 yards et marque deux nouveaux touchdowns.
Contre les Bills de Buffalo le joueur marque quatre touchdowns dans la même rencontre. Les victoires s'enchaînent pour les Patriots avec une attaque historique. Si Moss ne fait pas la différence, l'attrait de la défense pour le receveur permet à ses coéquipiers d'être plus libre. Après une semaine de repos, Moss et son équipe se déplacent à Indianapolis pour y affronter les Colts. Alors qu'ils sont menés à la mi-temps, Moss permet aux Patriots de revenir dans le match, notamment grâce à une réception à une main dans le troisième quart-temps et une autre de 55 yards dans le dernier quart-temps. Les Patriots gagnent sur le score de 24 à 20 et restent invaincus. Le 29 décembre, pour la dernière rencontre de la saison régulière, il ajoute deux nouveaux touchdowns contre les Giants de New York, portant son total à 23. Les Patriots battent les Giants et concluent leur saison régulière avec un bilan parfait de 16 victoires en autant de rencontres. La saison régulière de Moss est individuellement célébrée comme l'une des meilleures pour un receveur. Elle marque sa rédemption après plusieurs années difficiles. Le joueur bat le record de touchdowns marqués par un joueur à ce poste sur une saison, jusque-là détenu par Jerry Rice et ses 22 touchdowns en 1987,,. En réceptionnant 1 493 yards dans la saison, Randy Moss bat également le record de la franchise des Patriots de yards gagnés à la réception en une saison. Il est le meilleur marqueur de points de l'équipe cette saison-là avec 138 points soit un de plus que le kicker Stephen Gostkowski.
En phase finale, Randy Moss est moins visible, il ne marque pas lors des deux premiers tours, une disette inédite lors de cette saison. Les Patriots se qualifient néanmoins pour le Super Bowl XLII où ils retrouvent les Giants de New York. Toujours invaincue, l'équipe de Moss part largement favorite mais la tournure de la rencontre surprend rapidement tous les observateurs. L'attaque des Patriots est cadenassée par la défense adverse et même si Randy Moss inscrit un touchdown à la fin de la rencontre, Eli Manning exploite le temps restant pour effectuer un retour et offrir le trophée à New York. Les Patriots ont une dernière chance avec une longue passe de dernière seconde destinée à Moss mais le receveur, pris entre deux défenseurs, ne peut l'attraper. Une des clefs de la défaite est la relation coupée entre Brady et Moss.

##### Une année sans Brady (2008)
En fin de contrat, Randy Moss devient un agent libre lorsque les Patriots décident de ne pas placer le franchise tag sur lui. Malgré l'intérêt d'autres équipes comme les Cowboys de Dallas, les Eagles de Philadelphie ou encore les Packers de Green Bay, le receveur décide de retourner aux Patriots de la Nouvelle-Angleterre et paraphe un contrat de 3 ans pour un total de 27 millions de dollars le 3 mars 2008. Le contrat inclut une prime à la signature de 12 millions de dollars.
Lors de la première rencontre de la saison 2008, Tom Brady se blesse gravement au genou gauche alors qu'il tente une passe vers Randy Moss. Le quarterback vedette est remplacé par Matt Cassel pour le reste de la saison. Après quelques rencontres pour trouver leurs repères, Cassel et Moss se trouvent de plus en plus. Contre les Dolphins de Miami, Cassel lance trois touchdowns à son receveur vedette. Malgré la perte de Brady, Randy Moss termine la saison avec 69 passes réceptionnées pour un total de 1 008 yards. Il marque 11 touchdowns. Les Patriots concluent la saison avec un bilan de 11 victoires pour 5 défaites et sont la deuxième équipe de l'histoire à ne pas se qualifier pour la phase finale avec un tel bilan.

##### Toujours dominant (2009)

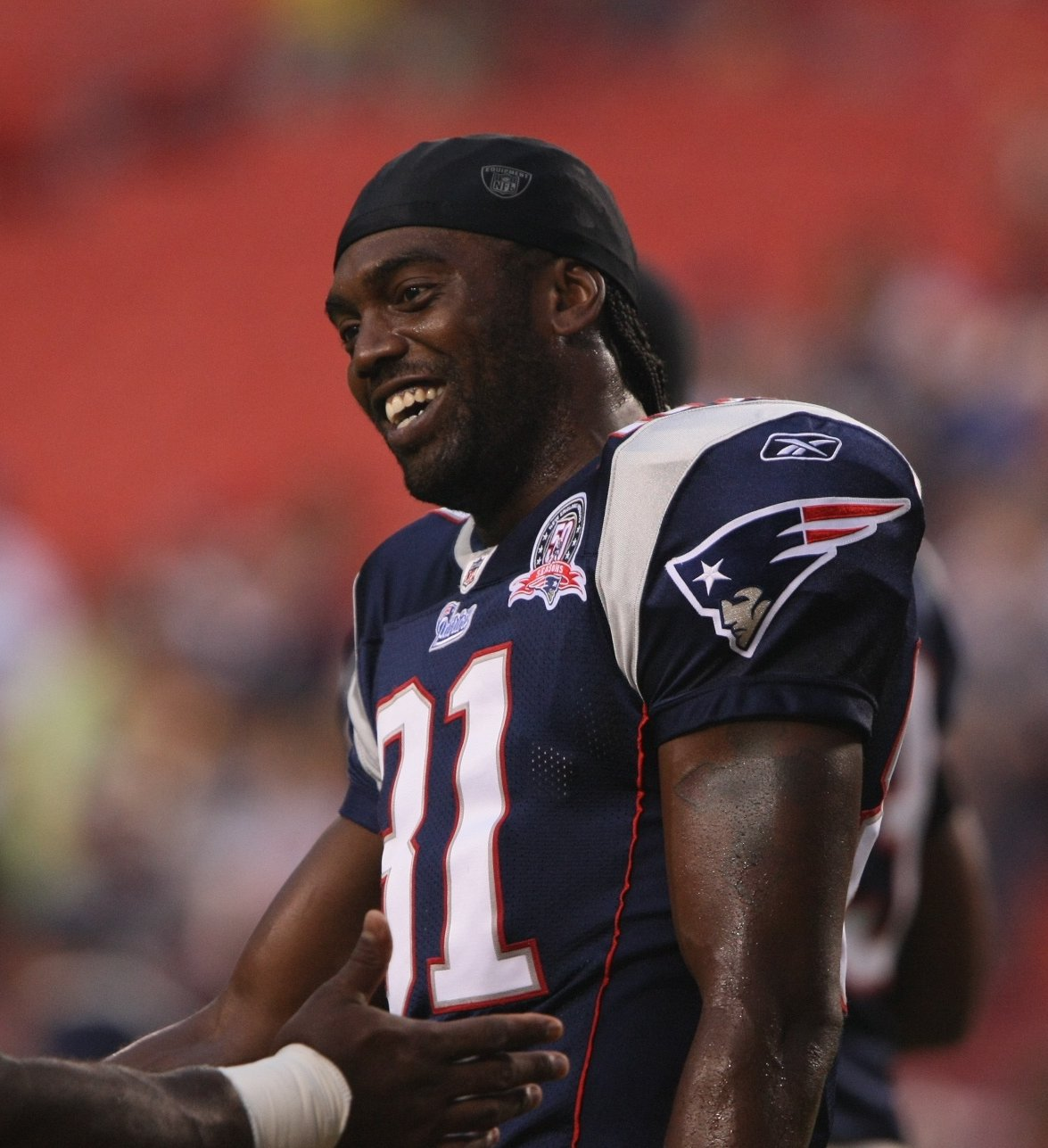
Randy Moss sous le maillot des Patriots lors d'une rencontre de pré-saison contre les Redskins de Washington.

Lors du match d'ouverture de la saison 2009, Moss attrape 12 passes, son record en carrière, et 141 yards contre les Bills de Buffalo.
Lors de la cinquième semaine de la saison, Randy Moss est placé en position défensive sur une tentative de dernière seconde de la première mi-temps et intercepte le quarterback des Broncos de Denver Kyle Orton,. La semaine suivante, dans une rencontre enneigée, Moss marque trois touchdowns contre les Titans du Tennessee dans un historique succès 59 à 0.
Le receveur domine toujours les défenses adverses et réussit des performances extraordinaires, cumulant 146 yards et un touchdown contre les Dolphins de Miami puis 179 yards et deux touchdowns contre les Colts d'Indianapolis. À la suite d'une performance décevante contre les Panthers de la Caroline, marquée par un fumble et une interception lancée vers lui, Moss est critiqué par les défenseurs adverses et son ancien coéquipier Cris Carter pour son manque d'implication,. Brady et Belichick le défendent dans les médias,. Après la saison, l'équipe révèle que le joueur a été limité une grande partie de l'année par une blessure à l'épaule.

##### Différends financiers et nouveau départ (2010)
Dans sa dernière année de contrat avec les Patriots, Randy Moss fait part de différends avec son équipe avant même le début de la saison. Sans proposition de contrat, le joueur ne se sent pas désiré par la franchise. Lors du camp d'entraînement, Tom Brady s'inquiète de l'éthique professionnelle de son principal receveur mais Bill Belichick continue à faire confiance à Moss. Après la rencontre d'ouverture contre les Bengals de Cincinnati, il déclare aux journalistes que ce serait sa dernière saison avec les Patriots. Le joueur demande à être transféré après la rencontre.
Toujours dans l'effectif pour le deuxième match de la saison, il bat Darrelle Revis et marque un touchdown de 34 yards sur une spectaculaire réception à une main. La semaine suivante, il réceptionne deux passes et marque à chaque reprise. Lors de la quatrième rencontre de la saison, contre les Dolphins de Miami, Moss n'attrape aucune passe de la partie pour la première fois depuis son arrivée aux Patriots. Sur un jeu piégé, un feinte de spike de Tom Brady qui lui envoie le ballon, le joueur échoue à prendre contrôle du ballon qui lui rebondit des mains. Malgré le succès des Patriots, les faibles efforts du receveur sur certains jeux offensifs sont criants. Pendant la rencontre, Brady indique à son entraîneur qu'il peut garder Moss mais qu'il ne va plus lui envoyer aucune passe.

#### Essais infructueux jusqu'à la retraite sportive

##### Fin de saison fantomatique et première retraite sportive (2010-2011)

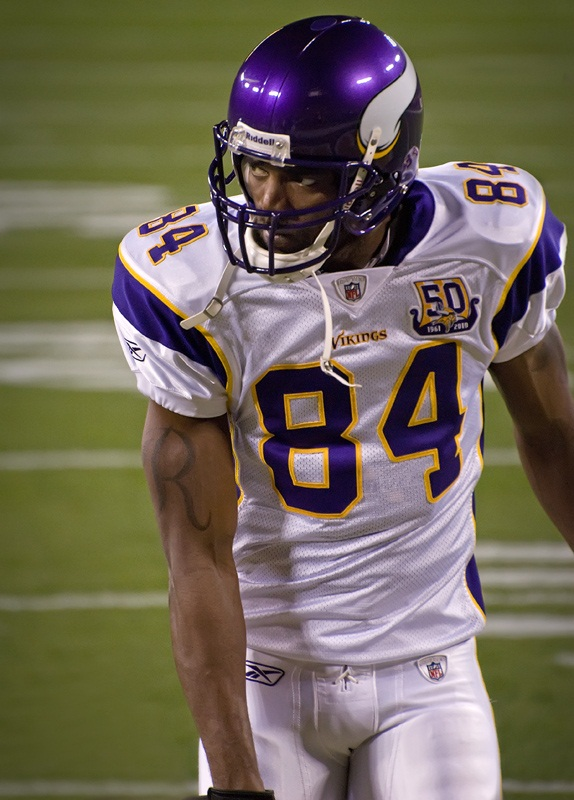
Le joueur effectue son retour sous le maillot des Vikings en 2010.

Le 6 octobre 2010, deux jours après la victoire des Patriots de la Nouvelle-Angleterre contre les Dolphins de Miami, Randy Moss est échangé aux Vikings du Minnesota en échange d'un choix de troisième tour de la draft 2011 de la NFL,. Les Patriots envoient un choix de septième tour de draft dans l'échange. Moss retrouve l'équipe dans laquelle il a commencé sa carrière dont les ambitions renaissent avec le vétéran Brett Favre comme quarterback et les prometteurs Percy Harvin et Adrian Peterson comme vedettes de l'attaque,.
Le 31 octobre, les Vikings s'inclinent contre les Patriots au Gillette Stadium. En conférence de presse après la rencontre, Randy Moss critique son entraîneur Brad Childress (en), ses coéquipiers et indique que l'équipe des Patriots lui manque,. Il demande également au propriétaire de la franchise de virer Childress. Dans le même temps, un incident avec le traiteur de l'équipe dans les vestiaires de l'entraînement lors duquel Moss a déclaré qu'il ne donnerait pas ce qu'il y a sur le buffet à son chien met la pression sur le propriétaire de la franchise,. Au lendemain de la rencontre contre les Patriots, l'entraîneur annonce à toute l'équipe dans une réunion collective que Moss va être congédié. Il l'est officiellement dès le 2 novembre. Childress est viré vingt jours plus tard par les Vikings.
Récupéré par les Titans du Tennessee, seule équipe à avoir demandé à recevoir les droits du receveur, Randy Moss devient un joueur des Titans le 3 novembre 2010,. Il termine la saison 2010 comme un fantôme, n'attrapant que six passes pour 80 yards en huit rencontres jouées pour les Titans. L'équipe du Tennessee annonce ne pas vouloir prolonger le joueur pour la saison suivante, et le laisse de nouveau libre sur le marché des transferts.
Le 1er août 2011, l'agent de Randy Moss, Joel Segal, annonce la décision du joueur de se retirer du football américain et de prendre sa retraite sportive après avoir étudié les différents contrats proposés par les équipes dans la ligue. L'annonce est fait discrètement, sans conférence de presse, par un communiqué de presse d'une phrase.

##### Dernière tentative avec les 49ers de San Francisco (2012)

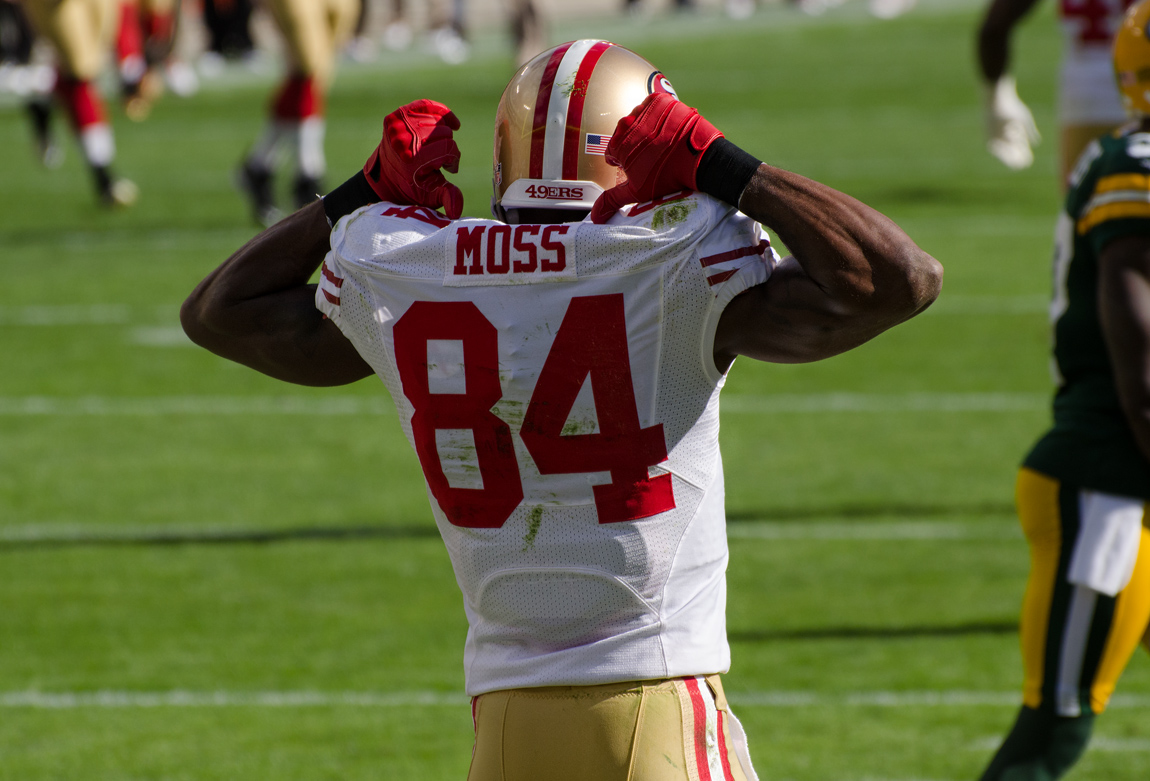
Randy Moss célèbre son 154e touchdown en carrière en pointant son nom sur l'arrière de son maillot no 84 des 49ers de San Francisco.

Le 12 mars 2012, Randy Moss signe un contrat d'une saison avec les 49ers de San Francisco après un essai réussi avec l'entraîneur principal Jim Harbaugh. Lors de son premier entraînement avec les 49ers, il impressionne. Il devient un joueur de rotation dans l'effectif de San Francisco pour la saison 2012. À 35 ans, le joueur accompagne par son expérience les autres receveurs plus jeunes de l'effectif dans leur évolution.
Le 9 septembre, il marque son 154e touchdown en carrière, passant Terrell Owens dans le classement des meilleurs marqueurs de touchdowns en carrière. Après la blessure d'Alex Smith, Colin Kaepernick devient le quarterback titulaire de l'équipe et permet à l'équipe d'atteindre le Super Bowl XLVII. Moss attrape deux passes pour 41 yards dans ce Super Bowl mais l'équipe s'incline 34 à 31 contre les Ravens de Baltimore. Il ne poursuit pas à San Francisco et prend sa retraite sportive définitive après ce nouvel échec.

#### Statistiques
| Année      | Équipe                             | MJ  |     | Passes réceptionnées | Passes réceptionnées | Passes réceptionnées | Passes réceptionnées |       | Courses | Courses | Courses | Courses |  | Fumbles | Fumbles |
| Année      | Équipe                             | MJ  | Nb. | Yards                | Moy.                 | TD                   | Nb.                  | Yards | Moy.    | TD      | Nb.     | Perdus  |  |         |         |
| 1998       | Vikings du Minnesota               | 16  | 069 | 1 313                | 19,0                 | 17                   | 1                    | 04    | 04,0    | 0       | 2       | 0       |  |         |         |
| 1999       | Vikings du Minnesota               | 16  | 080 | 1 413                | 17,7                 | 11                   | 4                    | 43    | 10,8    | 0       | 3       | 0       |  |         |         |
| 2000       | Vikings du Minnesota               | 16  | 077 | 1 437                | 18,7                 | 15                   | 3                    | 05    | 01,7    | 0       | 2       | 0       |  |         |         |
| 2001       | Vikings du Minnesota               | 16  | 082 | 1 233                | 15,0                 | 10                   | 3                    | 38    | 12,7    | 0       | 0       | 0       |  |         |         |
| 2002       | Vikings du Minnesota               | 16  | 106 | 1 347                | 12,7                 | 07                   | 6                    | 51    | 08,5    | 0       | 1       | 2       |  |         |         |
| 2003       | Vikings du Minnesota               | 16  | 111 | 1 632                | 14,7                 | 17                   | 6                    | 18    | 03,0    | 0       | 1       | 0       |  |         |         |
| 2004       | Vikings du Minnesota               | 16  | 049 | 0767                 | 15,7                 | 13                   | -                    | -     | -       | -       | 1       | 0       |  |         |         |
| 2005       | Raiders d'Oakland                  | 16  | 060 | 1 005                | 16,8                 | 08                   | -                    | -     | -       | -       | 0       | 1       |  |         |         |
| 2006       | Raiders d'Oakland                  | 13  | 042 | 0553                 | 13,2                 | 03                   | -                    | -     | -       | -       | 0       | 0       |  |         |         |
| 2007       | Patriots de la Nouvelle-Angleterre | 16  | 098 | 1 493                | 15,2                 | 23                   | -                    | -     | -       | -       | 0       | 2       |  |         |         |
| 2008       | Patriots de la Nouvelle-Angleterre | 16  | 069 | 1 008                | 14,6                 | 11                   | 2                    | 0     | 00,0    | 0       | 3       | 1       |  |         |         |
| 2009       | Patriots de la Nouvelle-Angleterre | 16  | 083 | 1 264                | 15,2                 | 13                   | -                    | -     | -       | -       | 2       | 1       |  |         |         |
| 2010       | Patriots de la Nouvelle-Angleterre | 04  | 09  | 0139                 | 15,4                 | 03                   | -                    | -     | -       | -       | 0       | 0       |  |         |         |
| 2010       | Vikings du Minnesota               | 04  | 013 | 0174                 | 13,4                 | 02                   | -                    | -     | -       | -       | 0       | 0       |  |         |         |
| 2010       | Titans du Tennessee                | 08  | 06  | 080                  | 13,3                 | 0                    | -                    | -     | -       | -       | 0       | 0       |  |         |         |
| 2012       | 49ers de San Francisco             | 16  | 028 | 0434                 | 15,5                 | 03                   | -                    | -     | 01,0    | -       | -       | 0       |  |         |         |
| Totaux NFL | Totaux NFL                         | 218 | 982 | 15 292               | 15,6                 | 156                  | 25                   | 159   | 6,4     | 0       | 16      | 8       |  |         |         |

| Année      | Équipe                             | MJ |     | Passes réceptionnées | Passes réceptionnées | Passes réceptionnées | Passes réceptionnées |       | Courses | Courses | Courses | Courses |  | Fumbles | Fumbles |
| Année      | Équipe                             | MJ | Nb. | Yards                | Moy.                 | TD                   | Nb.                  | Yards | Moy.    | TD      | Nb.     | Perdus  |  |         |         |
| 1998       | Vikings du Minnesota               | 2  | 10  | 148                  | 14,8                 | 2                    | -                    | -     | -       | -       | 0       | 0       |  |         |         |
| 1999       | Vikings du Minnesota               | 2  | 14  | 315                  | 22,5                 | 3                    | -                    | -     | -       | -       | 0       | 0       |  |         |         |
| 2000       | Vikings du Minnesota               | 2  | 04  | 139                  | 34,8                 | 2                    | -                    | -     | -       | -       | 0       | 0       |  |         |         |
| 2004       | Vikings du Minnesota               | 2  | 07  | 121                  | 17,3                 | 2                    | -                    | -     | -       | -       | 0       | 0       |  |         |         |
| 2007       | Patriots de la Nouvelle-Angleterre | 3  | 07  | 094                  | 13,4                 | 1                    | 1                    | 14    | 14      | 0       | 0       | 0       |  |         |         |
| 2009       | Patriots de la Nouvelle-Angleterre | 1  | 05  | 048                  | 09,6                 | 0                    | -                    | -     | -       | -       | 0       | 0       |  |         |         |
| 2012       | 49ers de San Francisco             | 3  | 07  | 112                  | 16,0                 | 0                    | -                    | -     | -       | -       | 0       | 0       |  |         |         |
| Totaux NFL | Totaux NFL                         | 15 | 54  | 977                  | 18,1                 | 10                   | 1                    | 14    | 14      | 0       | 0       | 0       |  |         |         |

#### Aspects financiers
Le tableau ci-dessous récapitule les revenus en carrière de Randy Moss tout au long de sa carrière en National Football League (NFL).
| Année | Équipe                             |                      | Salaire fixe |                | Bonus                    | Bonus        | Bonus        | Bonus | Total |
| Année | Équipe                             | Bonus à la signature | Salaire fixe | Bonus effectif | Bonus de restructuration | Autres bonus |              |       | Total |
| 1998  | Vikings du Minnesota               | 230 000 $            | 2 000 000 $  | 200 000 $      | -                        | 240 000 $    | 2 670 000 $  |       |       |
| 1999  | Vikings du Minnesota               | 250 000 $            | -            | 287 500 $      | -                        | 185 000 $    | 722 500 $    |       |       |
| 2000  | Vikings du Minnesota               | 358 000 $            | -            | 308 000 $      | -                        | 155 000 $    | 821 000 $    |       |       |
| 2001  | Vikings du Minnesota               | 500 000 $            | 10 000 000 $ | -              | -                        | -            | 10 050 000 $ |       |       |
| 2002  | Vikings du Minnesota               | 525 000 $            | -            | -              | -                        | 8 000 000 $  | 8 525 000 $  |       |       |
| 2003  | Vikings du Minnesota               | 5 000 000 $          | -            | -              | -                        | -            | 5 000 000 $  |       |       |
| 2004  | Vikings du Minnesota               | 5 750 000 $          | -            | -              | -                        | -            | 5 750 000 $  |       |       |
| 2005  | Raiders d'Oakland                  | 665 000 $            | -            | -              | 7 085 000 $              | -            | 7 750 000 $  |       |       |
| 2006  | Raiders d'Oakland                  | 7 500 000 $          | -            | -              | 750 000 $                | -            | 8 250 000 $  |       |       |
| 2007  | Patriots de la Nouvelle-Angleterre | 2 500 000 $          | -            | 500 000 $      | -                        | -            | 3 000 000 $  |       |       |
| 2008  | Patriots de la Nouvelle-Angleterre | 1 900 000 $          | 12 000 000 $ | -              | -                        | 100 000 $    | 14 000 000 $ |       |       |
| 2009  | Patriots de la Nouvelle-Angleterre | 4 900 000 $          | -            | -              | 1 500 000 $              | 100 000 $    | 6 500 000 $  |       |       |
| 2010  | Patriots de la Nouvelle-Angleterre | 6 400 000 $          | -            | -              | -                        | 100 000 $    | 6 500 000 $  |       |       |
| 2010  | Vikings du Minnesota               | 6 400 000 $          | -            | -              | -                        | 100 000 $    | 6 500 000 $  |       |       |
| 2010  | Titans du Tennessee                | 6 400 000 $          | -            | -              | -                        | 100 000 $    | 6 500 000 $  |       |       |
| 2012  | 49ers de San Francisco             | 1 750 000 $          | -            | 750 000 $      | -                        | -            | 2 500 000 $  |       |       |
| Total | Total                              | 38 228 000 $         | 24 000 000 $ | 2 045 500 $    | 9 335 000 $              | 8 880 000 $  | 82 489 500 $ |       |       |

### Commentateur sportif
Après la saison 2012 et l'officialisation de sa retraite sportive, Randy Moss est embauché en tant que commentateur sportif par la chaîne Fox Sports 1. Il est le principal commentateur de la nouvelle émission quotidienne FOX Football Daily et d'une émission avec les rencontres du dimanche intitulée FOX NFL Kickoff. Dès ses débuts, il est brillant et sa manière de parler plait. Cependant, le joueur ne souhaite pas être considéré comme un membre des médias.

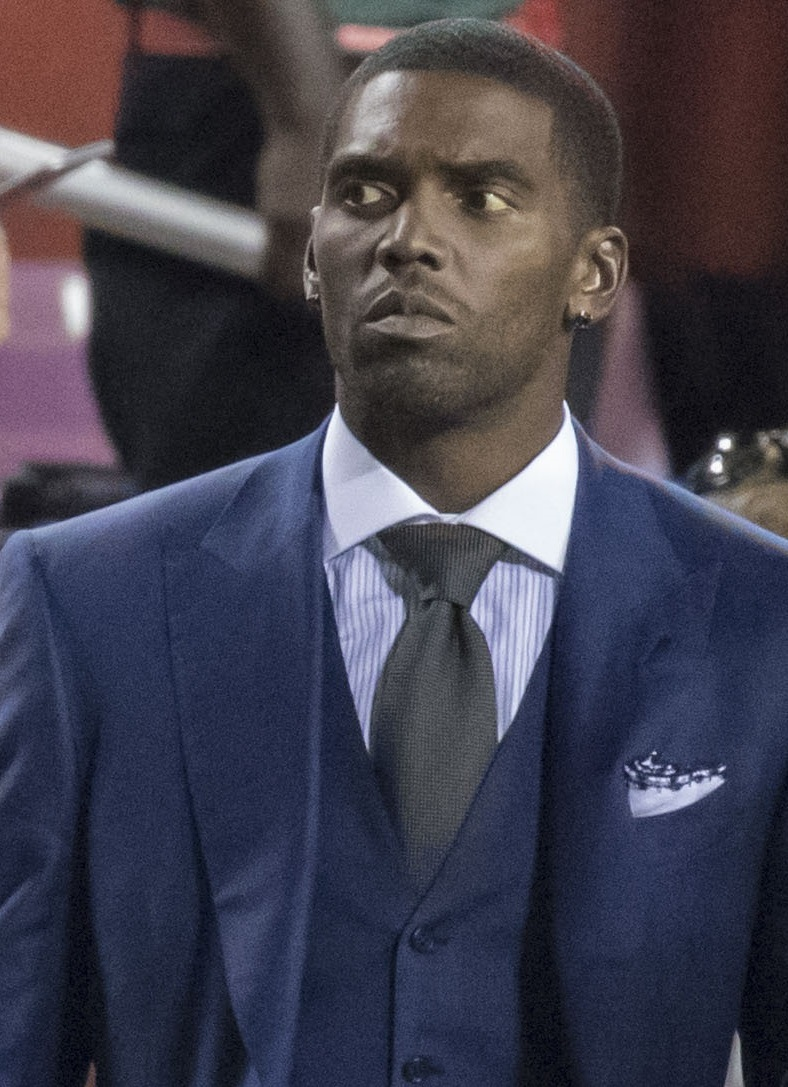
Randy Moss, devenu commentateur sportif à la fin de sa carrière sportive, en costume pour ESPN sur le bord du terrain de la rencontre entre les Steelers et les Redskins en 2016.

En juillet 2016, Randy Moss est recruté par ESPN,. Il y remplace Ray Lewis dont les affaires judiciaires et les monologues interminables ont poussé ESPN à prendre cette décision. Il participe aux émissions d'avant rencontres des dimanches et lundis. Son énergie et sa franchise font de lui la vedette du programme entre notamment Matt Hasselbeck et Charles Woodson.

### Autres activités
Fort de sa notoriété sportive, Randy Moss a créé en 2005 un tournoi de pêche de bars, l'une de ses passions, avec des célébrités. Engagé personnellement et financièrement dans de nombreuses activités caritatives, il lève des fonds en signant des autographes pour diverses causes. Trois ans plus tard, Moss forme une fondation pour aider les étudiants dans le besoin de son État natal, la Virginie-Occidentale, afin de leur offrir des cadeaux pour Noël ou encore rénover des équipements sportives des établissements scolaires,,.
En juillet 2008, Randy Moss achète la moitié d'une écurie automobile du championnat de Craftsman Truck Series. Il la renomme Randy Moss Motorsports (RMM) et change le numéro de la voiture du 46 au 81 en référence à son numéro de maillot. Les débuts sont réussis, dès la saison suivante, le pilote Mike Skinner, pilote de la voiture no 5 s'élève au troisième rang du classement du championnat avec une Toyota,,. En difficulté à trouver des sponsors, Moss doit abandonner l'une de ses deux voitures engagées. En septembre 2010, il retrouve un deuxième camion engagé à chaque course en donnant sa chance au jeune pilote Tayler Malsam aux côtés de l'expérimenté Skinner. Un début de saison 2011 compliqué le laisse avec Travis Kvapil au volant d'une unique voiture à nouveau. En 2012, aucune voiture du Randy Moss Motorsports n'est engagée dans le championnat et l'écurie disparaît.

### Vie privée
Lors du camp d'entraînement des Vikings du Minnesota 2001, le meilleur ami de Randy Moss, Korey Stringer, également son coéquipier dans l'attaque des Vikings en tant qu'offensive tackle, meurt à l'âge de 27 ans d'hyperthermie. Fortement touché par le décès de son ami, Moss effectue un émouvant discours lors de la cérémonie d'enterrement du joueur pour rendre hommage à Stringer.
Randy Moss est également proche d'une supportrice, Kassi Spier, qu'il a rencontré lors de sa première saison en NFL en 1998. Il lui remet son diplôme lycéen en 2015, une promesse qu'il lui a fait précédemment puis la soutient dans sa lutte contre le cancer qui la touche.
Moss a cinq enfants avec Libby Offutt : Sydney, Senali, Montigo, Sylee et Thaddeus (en). En couple depuis leur jeunesse, Moss a son premier enfant, sa fille Sydney, alors qu'il est encore mineur. Offutt et lui sont tous deux arrêtés pour violences domestiques en 2002. Lorsque l'un de ses fils, Thaddeus, entre dans une école privée de Charlotte, Moss y devient entraîneur pour suivre la progression sportive de son fils. En décembre 2016, alors qu'il se sépare à nouveau d'Offutt, il déclare qu'elle a dépensé quatre millions de dollars dans la drogue, ce que nie son ancienne compagne qui répond que ces propos ont pour seul but d'obtenir la garde des enfants. Moss déclare également sur Twitter qu'il a pris sa retraite en 2012 pour s'occuper de ses enfants abandonnés par leur mère.

## Palmarès et records
Randy Moss est l'un des receveurs les plus dynamiques de l'histoire de la National Football League (NFL). Il détient le record du plus grand nombre de réception pour un touchdown en une saison avec un total s'élevant à 23 réalisations. Il réalise cet exploit lors de la saison 2007 qu'il joue pour les Patriots de la Nouvelle-Angleterre, formant un excellent duo avec le quarterback Tom Brady. Dans sa carrière, Moss est le meilleur marqueur à son poste lors de cinq saisons et inscrit un total de 156 touchdowns. Seul Jerry Rice a marqué plus de touchdowns avant lui.
Dès ses premières saisons dans la ligue, Moss bat des records. Il est le joueur le plus rapide à atteindre les barres de 3 000, 4 000 et 5 000 yards en carrière en battant ceux établis par Jerry Rice,. Il est le deuxième joueur de l'histoire à réceptionner pour 1 000 yards lors de ses trois premières saisons après John Jefferson (en) avec les Chargers de San Diego.
Randy Moss met fin à sa carrière à la fin de la saison 2012 après avoir été sélectionné six fois au Pro Bowl et quatre fois dans la meilleure équipe de la saison. Il totalise 15 292 yards en 982 réceptions en saison régulière. Il a joué lors de quinze rencontres éliminatoires dans sa carrière mais n'a dépassé qu'à trois reprises la barre des 100 yards lors de ses rencontres, faisant dire aux observateurs que dans les moments les plus importants de sa carrière, Moss n'est pas à son meilleur niveau.
En 2017, les Vikings du Minnesota honore le joueur en l'introduisant par surprise dans le Vikings Ring of Honor. Lors de la conférence de presse de l'annonce, le joueur est ému aux larmes en parlant de l'entraîneur qui l'a sélectionné en 1998, Dennis Green, décédé un an plus tôt. Lors de la rencontre honorant officiellement Randy Moss, en septembre 2017, le receveur Stefon Diggs rend hommage à son aîné avec des chaussures personnalisées avec le portrait de Moss et une célébration de touchdown avec sa célèbre gestuelle. Dans la même semaine, Randy Moss est nommé pour la première fois pour entrer au Pro Football Hall of Fame.

## Style de jeu et personnalité
Randy Moss possède une rare combinaison d'atouts pour un receveur de football américain : la taille avec 1,93 m pour 95 kg, un excellent contrôle de son corps, la vitesse d'un coureur de sprint, une détente de joueur de National Basketball Association et des mains agiles,. Son coéquipier Cris Carter l'appelle même le « Michael Jordan du football américain ». Selon le coordinateur défensif des Cowboys de Dallas du début des années 2000, Mike Zimmer, Moss est « meilleur que Rice » parce qu'il a « plus de vitesse, plus de taille et autant de mouvement techniques ». Sa vitesse en fait l'une des armes offensives les plus redoutées de la National Football League. Pour contrer sa vitesse au milieu du terrain, les défenses développent des schémas défensifs appelés Cover 2, une tactique qui devient de plus en plus courante, en partie au crédit de Moss. En décembre 2012, Bill Belichick déclare que Randy Moss est le receveur le plus intelligent qu'il ait jamais entraîné.
Tout au long de sa carrière, le receveur rend ses quarterbacks meilleurs. Cependant, lorsqu'il n'est pas satisfait de sa situation, il se détourne du football américain et n'est que l'ombre de lui-même. Lors de son passage avec les Raiders d'Oakland ou lors de la saison 2010, Moss montre un égo démesuré et une attitude toxique et démoralisatrice dans le vestiaire. Plusieurs défenseurs ont également déclaré qu'il a tendance à abandonner lorsque le jeu devient physique comme le safety des Packers de Green Bay Chris Harris ou le cornerback des Panthers de la Caroline Chris Gamble (en).
La forte personnalité de Randy Moss lui vaut de régulièrement faire les unes médiatiques pour des incidents hors des terrains. Pendant toute sa carrière, le joueur se sent haï et ne fait confiance à personne,. Il n'hésite pas à multiplier les célébrations provocantes et vulgaires lorsqu'il marque un touchdown et est pénalisé par la ligue régulièrement. Régulièrement comparé à Allen Iverson, son manque de respect pour l'autorité et ses célébrations grossières lui valent les reproches de ses entraîneurs. Lors de la défaite contre les Rams de Saint-Louis en phase finale de la saison 1999, Moss asperge l'arbitre Jim Saracino depuis le bord du terrain avec une gourde à la suite d'une interférence de passe non sifflée. La ligue le sanctionne d'une amende de 40 000 dollars, réduite à 25 000 dollars deux mois plus tard. À la suite de l'incident au Lambeau Field lors duquel il célèbre un touchdown en mimant de baisser son pantalon, il est de nouveau sanctionné à hauteur de 10 000 dollars. Lorsqu'un journaliste lui demande s'il va payer en chèque à la ligue, Moss lui répond que les personnes riches ne paient pas en chèque, et qu'il va payer « directement en liquide frérot »,. Cette réponse en conférence de presse entretient la légende de Randy Moss,. Malgré les différents événements négatifs tout au long de sa carrière, le sourire contagieux et le style élégant de Moss le sépare des autres joueurs de sa génération, marquée par d'autres fortes personnalités comme Terrell Owens ou Chad Ochocinco.

## Postérité et culture populaire
Premier joueur de la National Football League à signer avec la marque de chaussures Nike Air Jordan, Randy Moss a été sélectionné par Michael Jordan pour représenter sa marque comme Derek Jeter au baseball ou Roy Jones Jr. en boxe anglaise. En juillet 2000, au début du camp d'entraînement des Vikings, Randy Moss apparaît pour la première fois avec des chaussures signature de la marque Jordan qui sont nommées « Super Freak ». Il les porte tout au long de la saison 2000. Lors de la rencontre de phase finale opposant les Vikings du Minnesota aux Saints de La Nouvelle-Orléans, jouée sur pelouse artificielle, de nombreux joueurs portent les chaussures signature de Moss, de son coéquipier Cris Carter à ses adversaires Joe Horn et Jake Redd. En 2001, la deuxième chaussure de Moss, « Mossified » est également un succès commercial et l'une des chaussures de sport les plus marquantes de son époque. En juin 2004, Nike rompt son contrat avec le joueur de fait de la détérioration de l'image du joueur.
Randy Moss est considéré comme l'un des meilleurs joueurs virtuels dans la série de jeux vidéo Madden NFL,,. En 2006 et 2009, Moss reçoit la note de 99 et sa vitesse en fait l'un des joueurs les plus difficiles à arrêter dans le jeu. Il est le premier à recevoir une note parfaite de 100 dans le jeu Madden NFL 11, une note qu'il obtient dans la catégorie des réceptions spectaculaires. Il est également présent en tant que légende dans le jeu Madden NFL 17 avec une nouvelle fois la note de 99.
Son impact et sa domination est telle qu'une expression anglophone est utilisée pour définir quelqu'un qui réalise une superbe réception au dessus d'un adversaire avec le terme « mossed »,. ESPN utilise ce terme pour nommer une rubrique animée par le joueur en 2017 qui s'intitule « You Got Mossed! ». Dans sa chanson « The Whole World » d'OutKast, Killer Mike chante « [Mes mots] scintillent, brillent, luisent, friment, j’attrape un son en courant comme Randy Moss »,.
Moss, 2e meilleur marqueur de touchdowns à la réception de l'histoire de la NFL, est nommé dans l'équipe NFL de la décennie 2000.

### Citations originales
1. ↑  (en) « I'm going to win a Super Bowl one day. I doubt it will be in Minnesota ».
2. ↑  (en) « I play when I want to play ».
3. ↑  (en) « That is the best receiver in the game right now ».
4. ↑  (en) « That is a disgusting act by Randy Moss ».
5. ↑  (en) « This is not my team, I'm only playing here ».
6. ↑  (en) « Straight cash, homey ».
7. ↑  (en) « Shine, glister, glisten, floss, floss, I catch a beat running like Randy Moss ».